# Guinayangan
Guinayangan es un municipio filipino de tercera clase, perteneciente a la provincia de Quezon, en la región de Calabarzon.

## Historia
Hacia mediados del siglo XIX, el lugar, ya por entonces perteneciente a la provincia de Tayabas, tenía contabilizada una población de 692 habitantes, repartidos en 115 casas. Aparece descrito en el segundo volumen del Diccionario geográfico, estadístico, histórico de las Islas Filipinas (1851) de Manuel Buzeta Núñez y Felipe Bravo con las siguientes palabras:

GUINAYANGAN: pueblo con cura y gobernadorcillo, en la isla de Luzon, prov. de Tayabas, dióc. de Nueva-Cáceres; se halla sit. en los 126° 5' 30" long., 13° 57' 30" lat., en terreno llano, á la orilla der. de un riach., sobre la costa E. de la prov., y la O. del seno Guinayangan; disfruta de buena ventilacion, y clima templado y saludable. Tiene como unas 115 casas de sencilla construccion, distinguiéndose como mas notables la casa parroquial y la llamada tribunal ó de justicia, donde está la carcel. Hay escuela de primeras letras, dotada de los fondos de comunidad, á la que asisten varios alumnos; é igl. parr. de mediana fábrica, servida por un cura secular. Próximo á esta se halla el cementerio en buena situacion y ventilado. Se comunica este pueblo con sus inmediatos por medio de caminos regulares, y recibe de Tayabas, cab. de la prov., el correo semanal establecido en al isla. El term. confina por N. E. con el referido seno del mismo nombre de este pueblo y el rio de Cabibijan, que forma el límite de la prov. de Tayabas con la de Camarines-Norte; por S. con la ensenada de Piris y rio del mismo nombre (dist. 4 ½ leg.); por S. O. con los montes que se elevan en el centro de la prov.; y por O. tambien con estos mismos montes. El terreno es muy fértil, y está bañado por muchos riach.; en él se encuentran muchos montes, donde se crian buenas maderas de construccion y ebanisteria; habiendo entre dichos árboles uno denominado Manungal, cuya madera es poco menos ligera que el corcho, amarilla y muy amarga, asegurándose entre los naturales, que es un remedio heróico como la quina, para las calenturas intermitentes; con la madera de este árbol se hacen jarros para agua con el fin de que estando en ellos tome el gusto de la madera y algunas de sus particulas amargas, que se aseguran hacen mucho provecho á los enfermos que la beben. Se ha dicho que las culebras huian de este árbol, pero esto parece inesacto; y en verdad que no comprenderiamos la influencia de semejante fenómeno si fuese cierto esto. Hay caza mayor y menor de búfalos, jabalíes, venados, tórtolas, patos, palomas, ticlines y gallos silvestres etc.; y en los troncos de los árboles, en los huecos de las rocas y en todos los sitios abrigados depositan las abejas cera y miel. Tambien sacan de estos montes pez, brea, alquitran, etc., y en los mismos cazan los naturales con perros unas ranas tan grandes como gazapos, cuyos animales los hab. de la prov. de la Laguna llevan á vender á Manila, en cuya pobl. los que las comen aseguran, que es un vocado esquisito. Se cria ganado vacuno y caballar y ambos son muy estimados. En las tierras reducidas á cultivo se produce bastante arroz, trigo, azucar, añil, café, algodon cacao, pimienta y legumbres. Ademas de las mencionadas producciones, se encuentran toda clase de árboles, frutas y hortalizas comunes á estas islas en los territorios cultivados; y ademas cocos, y todo género de palmas en los montes, de cuyos árboles se saca vino, aceite, bonote y brea. ind.: la ocupacion principal de estos naturales es la agricultura y el beneficio de sus productos, asi naturales como agricolas, consistiendo su com. en el sobrante de los mismos. pobl. 692 alm., 222 trib., que ascienden á 2,220 rs. plata, equivalentes á 5,550 rs. vn.
(Buzeta y Bravo, 1851, pp. 70-71)

En 2020, tenía censados 44 045 habitantes.